# Louis Dunoyer de Segonzac
Louis Dominique Joseph Armand Dunoyer de Segonzac (Versalhes, 14 de novembro de 1880 – Versalhes, 27 de agosto de 1963) foi um físico francês.
Recebeu o Prêmio Valz de 1929 da Académie des Sciences.

## Obras
- Etudes sur les compas de marine et leurs méthodes de compensation : Un nouveau compas électromagnétique, Gauthier-Villars 1909 (= Dissertation)
- Vacuum practice, Bell and Sons 1926 (frz. Original La technique de vide, Paris: Blanchard 1924)
- Le vide et ses applications, Presses Universitaires de France 1950